# カジノゲーム
カジノゲーム（Casino Game）とは、カジノでおこなわれるゲームのことである。

## 分類
カジノゲームは、大きく下記の3つに分類される。

### テーブルゲーム
ルーレットやトランプゲームなどのテーブルでおこなうゲーム。クラップスなどのダイスを使用するゲームも含まれる。テーブルには、ディーラーがいるのが一般的。最もゲームの種類が多い分野である。

### ゲームマシン（電子ゲーム）
スロットマシンやビデオポーカーなどのカジノゲームは、ゲームマシンに分類される。ゲームマシンとは、一般的に、個人で機械を相手におこなうカジノゲームのことをいう。ゲームマシンの場合、カジノ従業員などがついていない。一台一台がコンパクトであるため、1つのカジノ内で最も台数が多いケースが多い。

### ランダムゲーム
ランダムナンバーゲームともよばれる。ランダムゲームとは、カジノ内のテーブルなどに置かれているチケットや紙などにかかれているものがゲームとなっていて、個人でおこなうようになっている。キノなどのカジノゲームはランダムゲームに分類される。スポーツブック（ブックメーカー）などのようにカジノ従業員がいる場合もある（ただし、スポーツブックは通常はカジノゲームとは呼ばない。英語でもCasino and booksという言葉のように、カジノとは別の独立した区分である）。

## テーブルゲーム

### トランプゲーム
- バカラ
- ミニバカラ
- バカラバンク
- ブラックジャック
- レッドドッグ
- トラントエカラント（トラントカラン）
- プントバンコ
- カローキ
- パン (ギャンブル)
- シュマンドフェール
- ポーカー（他のゲームとは異なり、客同士の勝負であり、カジノは賭博に参加していない。カジノはテーブルやゲーム進行などのサービスにより対価を得ている。）
  - テキサス・ホールデム
  - オマハ・ホールデム
  - 2-7トリプルドロー
  - セブンカード・スタッド
  - インディアン・ポーカー
  - カリビアンスタッドポーカー
  - パイ・ゴウ・ポーカー
  - レットイットライドポーカー
  - デューズ・ワイルズ
  - クローズド・ポーカー

### ダイスゲーム
- クラップス
- 丁半
- 大小（タイサイ）
- チャック・ア・ラック
- フレンチバンク
- チンチロリン
- スウェディッシュダイス

### そのほか
- ルーレット
- 牌九(パイゴウ)
- ブール
- バントトロア
- マネー・ホイール
- ツーアップ
- ファンタン

## ゲームマシン
- スロットマシン
- ビデオポーカー
- ビデオキノ
- ビデオロッテリー
- その他いろいろ

## ランダムゲーム
- キノ
- ビンゴ
- ブックメーカー（スポーツブック）
- 富くじ